# Hörmannsdorf (Ebersberg)
Hörmannsdorf ist ein Gemeindeteil von Ebersberg im oberbayerischen Landkreis Ebersberg. Das Dorf liegt circa eineinhalb Kilometer südöstlich von Ebersberg.

## Baudenkmäler
- Kapelle

## Persönlichkeiten
- Balthasar Ranner (1852–1920), Landwirt und Reichstagsabgeordneter